# Efflamm

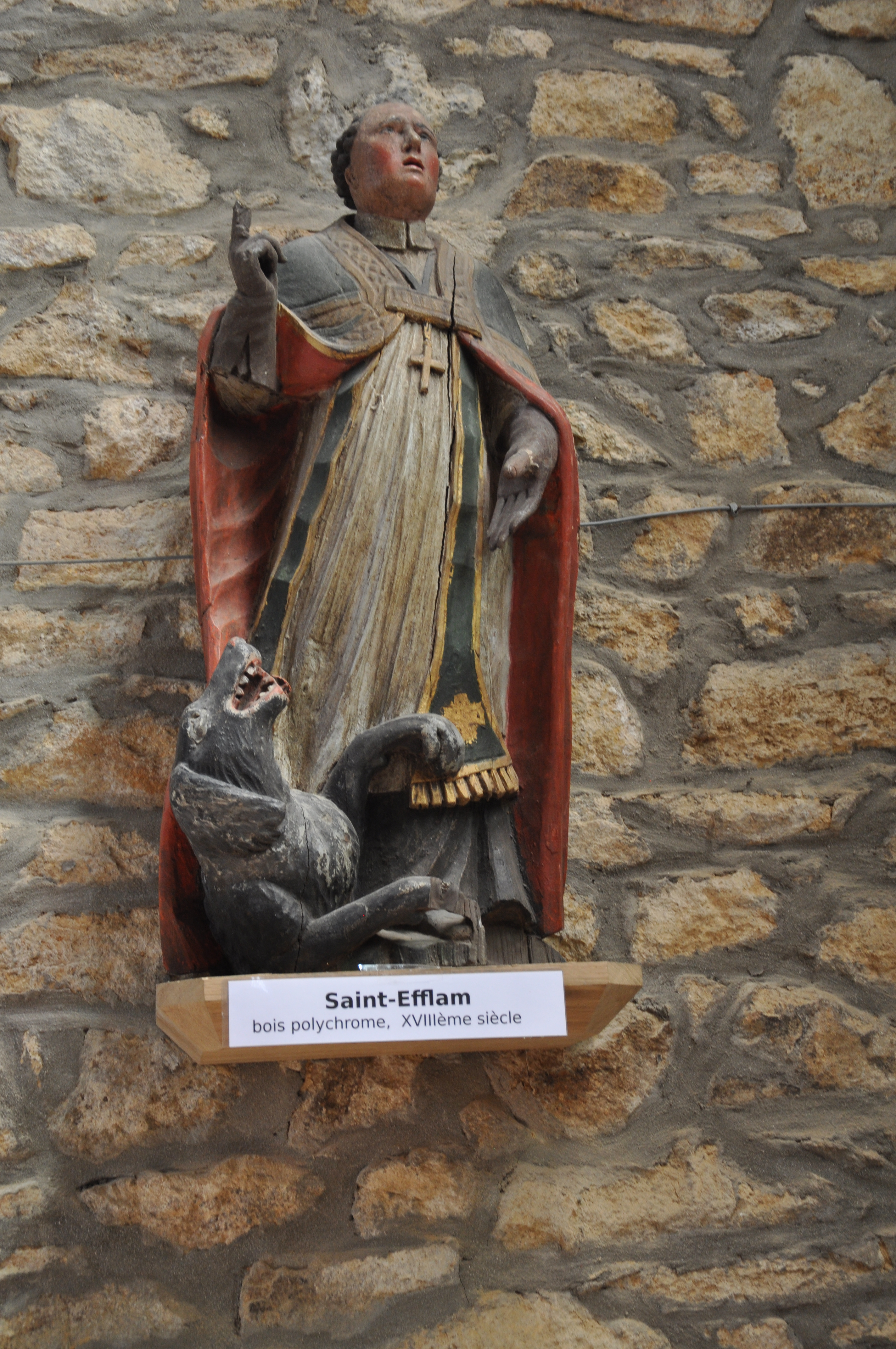
Der heilige Efflam mit dem Drachen. Statue in der Pfarrkirche von Carnoët

Der heilige Efflamm (auch: Efflam) (* 448 Irland; † um 512 in der Bretagne) war ein Mönch und Missionar. Sein Gedenktag ist der 6. November.

## Leben
Schriftliche Informationen zu Efflamms Leben und Wirken sind nur fragmentarisch oder legendär überliefert. Überliefert sind Niederschriften des Scriptoriums der Kathedrale von Tréguier aus dem 11. Jahrhundert, die der Legitimation der Besitzansprüche und des Alters der dortigen Gründung dienten. Efflamm soll königlicher Abstammung gewesen sein und soll sich, jung verheiratet, mit seiner Ehefrau Enora der Keuschheit verschrieben haben. Beide flohen in die Bretagne und lebten als fromme Einsiedler. Wie andere keltische Heilige wurde auch Efflamms Leben mit der Artussage in Verbindung gebracht. So soll er Artus’ Kampf gegen einen Drachen, der sich der Sage nach in der Nähe bei Lannion im Schutz eines Felsens niedergelassen haben sollte, unterstützt haben. Hagiographisch wird Efflamm daher in einer Reihe von bretonischen Kirchen in Statuen und Glasmalereien mit dem Drachen dargestellt.
Im Jahr 988 ließ Herzog Gottfried der Bretagne die Kirche St-Efflam in Plestin-les-Grèves vergrößern,
um dort die Reliquien des heiligen Efflamm zu deponieren. Noch heute werden dort die Reliquien in einem Schrein zur Schau gestellt.